# Zonta International
 (mars 2018).
Le Zonta est un club service interprofessionnel, apolitique et non confessionnel présent au niveau international. Il regroupe des femmes et des hommes du monde entier qui exercent des responsabilités dans l'administration, le commerce, l'industrie, les professions libérales. Ses membres mettent leurs capacités au service d'autrui en conduisant des réflexions et des actions ayant pour but l'autonomisation des femmes et l'éducation des filles. 
Le Zonta est présent dans 63 pays avec plus de 29 000 membres. Le Zonta fut créé en 1919. Fonctionnant en biennium, l'objectif 2020 - 2022 est de reconnaître le Zonta comme un Organisme de choix[C'est-à-dire ?]. Les membres s'investissent en donnant de leur temps et de leurs compétences. Le Zonta agit comme une entité mondiale, s'engageant de façon constructive et travaillant à améliorer les conditions de vie de la moitié de la population mondiale[réf. nécessaire]. 

## Projets
Le Zonta a des projets de services internationaux et octroie des bourses permanentes, le tout soutenu et financé par 1150 clubs à travers le monde[réf. nécessaire]. Ces projets et bourses profitent aux femmes et aux enfants les plus démunis. Les services internationaux sont rendus en partenariat avec les agences des Nations unies. Ainsi le Zonta et l'UNICEF sont des partenaires dévoués depuis près de 30 ans. Chaque club est également inscrit dans le tissu associatif local. 
Le Zonta International soutient la ratification de la Convention sur l'élimination de toutes les formes de discrimination à l'égard des femmes (CEDAW) et du protocole additionnel de cette convention. Le Zonta est engagé sur le principe que les droits des femmes sont partie intégrante des droits de l'être humain.
Le Zonta est engagé contre les mariages forcés et précoces. En novembre-décembre de chaque année, il mène des actions contre les violences faites aux femmes et lors de la Journée internationale des femmes, le 8 mars, pour l'égalité filles-garçons.

## Histoire
Le Zonta International fut fondé le 8 novembre 1919 à Buffalo (État de New York) à l'instigation de Marian de Forest et dont la première présidente est Mary E. Jenkins, éditrice du Herald de Syracuse. Elle réunit des femmes qui, pendant la Première Guerre mondiale, occupaient des postes importants et qui désiraient continuer de s'investir dans la société,.
Dans l'exercice de leurs professions, elles avaient compris le rôle moral, civique et social qu'elles pouvaient jouer. S'inspirant des clubs masculins (Rotary, Kiwanis et Lions) qui venaient d'être formés, elles orientèrent leur action vers l’amélioration du statut de la femme.
Le nom du Zonta club est inspiré par un mot de la langue lakota signifiant honnête et digne de confiance,.
Le nom du club est passé de Zonta à confédération des clubs Zonta puis à Zonta International à partir du moment où deux clubs canadiens ont rejoint les clubs américains en 1927.

## Structure
Mondialement, Le Zonta International comprennait 26 districts en 1993 puis 30 districts rattachés à un pays ou plus. Le Zonta est administré par un bureau international dirigé par la présidente du ZI (biennium 2020 -2022 Sharon L. Langenbeck) et composé de nombreux comités internationaux. Lors du biennal de la convention internationale, les délégués des clubs du monde entier élisent ce bureau et sa présidente pour une période de deux ans.
Le gouverneur de chacun des 30 districts établit un lien entre les clubs, le district et le bureau international.
Le siège du Zonta International est situé à Chicago depuis 1928. L'administration du siège à Chicago comprend un directeur exécutif et 14 employées.
En 2024, le Zonta est présent dans plus de 60 pays.

## Relations avec d'autres organismes
Le Zonta possède le statut d'Organisation non gouvernementale avec voix consultative auprès du Conseil économique et social de l'ONU depuis 1963. Il a des observateurs auprès des Nations unies, de l'UNESCO, de l'UNICEF, de l'OIT (Organisation Internationale du travail) et du Conseil de l'Europe depuis 1983. Le Zonta International a des représentants aux Nations unies.
Le Zonta a vingt représentantes des Nations unies et une consultante. Le Zonta envoie également des représentantes aux commissions économiques des différentes régions. le Zonta a souvent fourni des membres pour les groupes de travail avec les experts de l'ONU comme lors d'une rencontre récente[Quand ?] à Turku, en Finlande, sur le thème « la femme et le droit économique et social ».
Le comité international fait son compte rendu par le biais de la représentante du Zonta International à l'ONU au bureau du Zonta International, et donne des recommandations pour les actions à suivre.

## Personnalités liées
- Marian de Forest (1864 - 1935), journaliste américaine et féministe.
- Bernice Cameron (1883-1959), directrice de bureau de poste et réserviste américaine durant la Première Guerre mondiale.
- Amelia Earhart (1897-1937), aviatrice américaine qui a traversé l'Atlantique en solitaire en 1932[5].
- Folake Solanke (1932-), avocate, administratrice et critique sociale nigériane. Elle est la 42e et la première présidente de l'organisation.

## Programmes éducatifs et Prix
Le Zonta International, par le biais de sa Fondation : Zonta Foundation for Women (anciennement la Fondation Zonta International), organise des programmes éducatifs et des remises de prix dont la bourse Amelia Earhart, la bourse Jane M. Klausman pour les femmes en affaires et le programme de prix pour les jeunes femmes dans les affaires publiques (depuis 1991),.

### Bourse Amelia Earhart
Cette bourse Amelia Earhart est créée en 1938 en l'honneur de la pilote et membre du Zonta Amelia Earhart. Elle est attribuée chaque année aux femmes poursuivant des études de doctorat en sciences ou en ingénierie liées à l'aérospatiale. La bourse d'un montant de 10 000 USD, attribuée chaque année à 35 boursières du monde entier, peut être utilisée dans n'importe quelle université ou collège proposant des cours et diplômes de troisième cycle accrédités dans ces domaines. Depuis sa création et jusqu'en 2016, Zonta International a attribué 1 473 bourses Amelia Earhart à 1 044 femmes de 70 pays du monde entier.
Parmi les bénéficiaires de la bourse Amelia Earhart, on compte les scientifiques suivantes :
- Noël Bakhtian
- Sallie Baliunas
- Tanya Harrison
- Nikhil Koratkar
- Diane Lemaire
- Wendy Okolo